# بوو
بوو (بالإنجليزية: Boo) هي لغة برمجة حديثة طورت في عام 2003 وتعتمد على البرمجة الكائنية وهي من النوع الإستاتيكي التي يُفحص البرنامج أثناء التجميع وقبل التشغيل، قام بتطويرها رودريغو أوليفيرا والتي تضمن الاعتماد على منصات سي إل أي بدعمها اليونيكود الدولي و تستخدم طريقة مشابهه للبايثون  في كتابة التراكيب.
لغة بوو من اللغات المجانية تحت بنود رخص بي إس دي و رخصة MIT .

## اطبع Hello World
```
print
 
"Hello, world!"

```

### متتالية فيبوناتشيباستخدام بوو
```
def
 
fib
():

    
a
,
 
b
 
=
 
0
L
,
 
1
L
       
#The 'L's make the numbers 64-bit

    
while
 
true
:

        
yield
 
b

        
a
,
 
b
 
=
 
b
,
 
a
 
+
 
b

# Print the first 5 numbers in the series:

for
 
index
 
as
 
int
,
 
element
 
in
 
zip
(
range
(
5
),
 
fib
()):

    
print
(
"${index+1}: $
{element}
"
)

```